# Coelophragmus
Coelophragmus là chi thực vật có hoa trong họ Cải.